# Stanisław Helsztyński

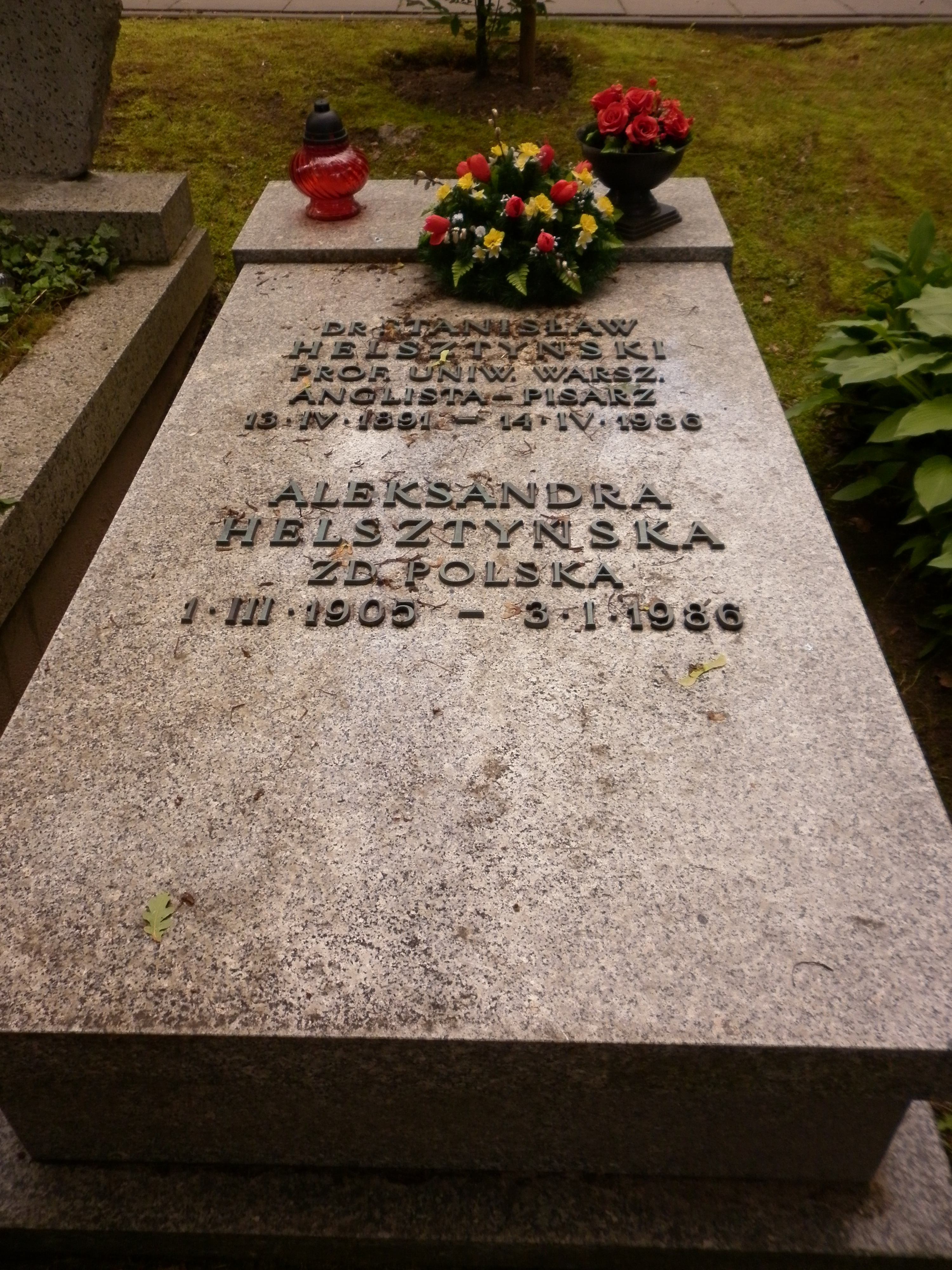
Grób Stanisława Helsztyńskiego na Cmentarzu Wojskowym na Powązkach

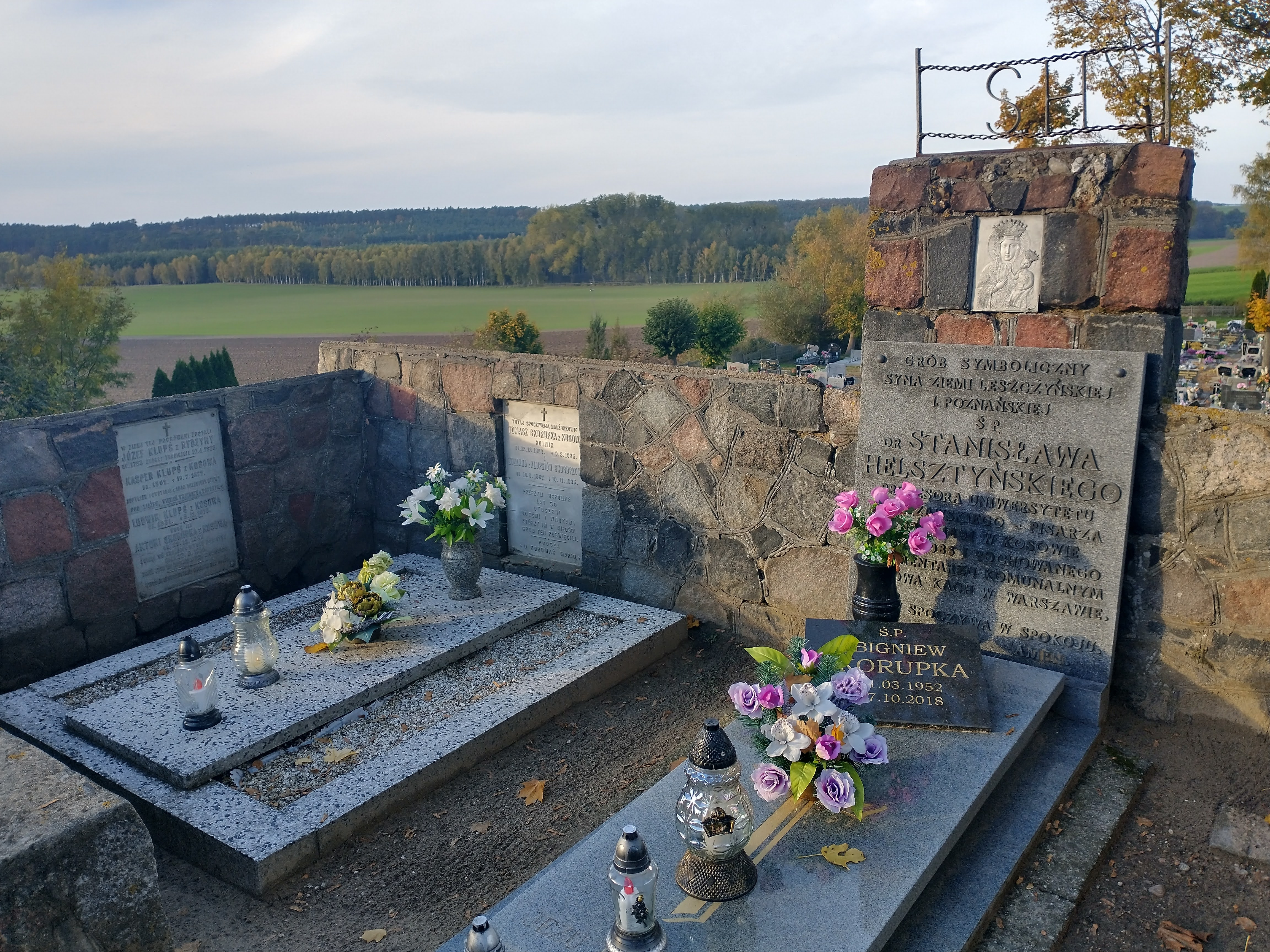
Grób honorowy Stanisława Helsztyńskiego w Starym Gostyniu

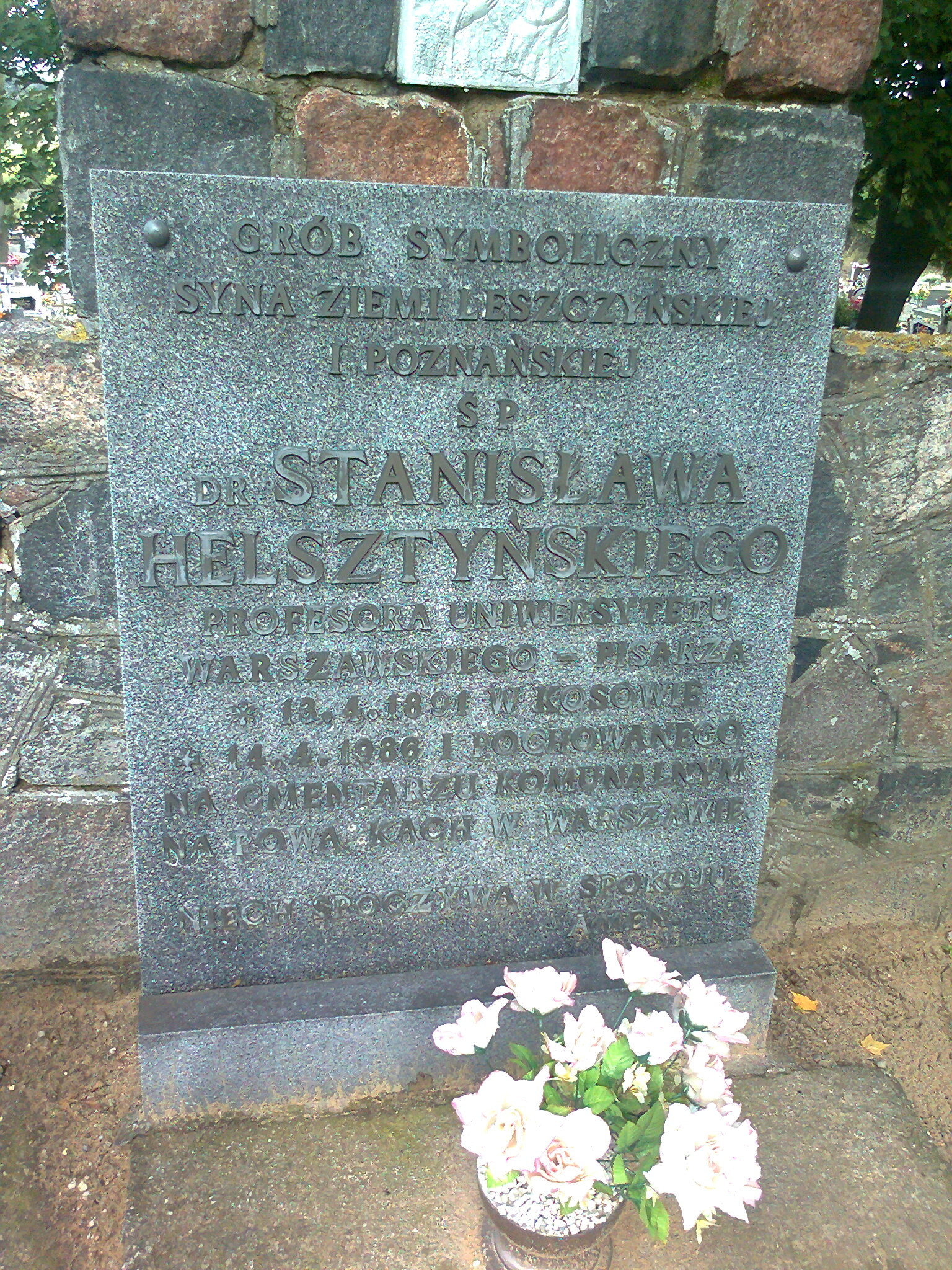
Tablica nagrobna grobu honorowego Stanisława Helsztyńskiego w Starym Gostyniu

Stanisław Helsztyński (właśc. Stanisław Skorupka) (ur. 13 kwietnia 1891 w Kosowie nad Obrą, zm. 14 kwietnia 1986 w Warszawie) – polski historyk literatury, badacz m.in. twórczości Williama Szekspira, anglista, powieściopisarz i poeta.

## Życiorys
Urodził się w rodzinie chłopskiej jako syn Tomasza Skorupki i Zuzanny z Klupsiów. Jego ojciec był autorem pamiętnika „Kto przy Obrze temu dobrze” (1967). Brat Wawrzyniec, również pamiętnikarz chłopski, napisał wspomnienia „Moje morgi i katorgi” (1970).
Po ukończeniu III Gimnazjum im. Sobieskiego w Krakowie kształcił się w Münster i Monachium Następnie podjął studia anglistyczne na Uniwersytecie Poznańskim. W latach 1919–1921 służył w Wojsku Polskim w stopniu podporucznika. 
W latach 1921–1922 nauczał w gimnazjum żeńskim im. Królowej Jadwigi w Toruniu, od 1922 do 1939 pracował jako nauczyciel w gimnazjum L. Lorentza w Warszawie. W roku 1925 w kościele im. Najświętszej Maryi Panny w Inowrocławiu wziął ślub z Aleksandrą Janiną Polską. Do wybuchu II wojny światowej dni świąteczne i wakacje letnie spędzał zazwyczaj w domu rodzinnym żony, biorąc aktywny udział w życiu kulturalnym i towarzyskim modnego kurortu, którym był wówczas Inowrocław.
W 1926 doktoryzował się na podstawie pracy „Polskie przekłady Miltona i Pope’a”. Habilitował się w 1948, tytuł profesora filologii angielskiej zdobył w 1951.
W 1930 został członkiem PEN Clubu, a w 1932 ZZLP.
W okresie drugiej wojny światowej brał udział w tajnym nauczaniu. Po wojnie został skierowany na Pomorze Zachodnie, gdzie pełnił funkcję kuratora Szczecińskiego Okręgu Szkolnego.
Pracował na Uniwersytecie Warszawskim, gdzie podjął obowiązki reorganizatora katedry anglistyki. Pochowany na Cmentarzu Wojskowym na Powązkach w Warszawie (kwatera C-A-27).

## Twórczość
W 1923 zadebiutował książką Ks. Ignacy Skorupka. Jest autorem monografii Człowiek ze Stratfordu (1963), stanowiącej pierwsze polskie opracowanie biografii barda ze Stratfordu na podstawie materiałów źródłowych.
Oprócz pracy nad dziełami Szekspira zajmował się także w swoich publikacjach naukowych i popularyzatorskich twórcami Młodej Polski, związanymi rodzinnie z okolicami Inowrocławia – Janem Kasprowiczem i Stanisławem Przybyszewskim. Jest autorem wielu skryptów i podręczników akademickich. Opracował korespondencję St. Przybyszewskiego.
W latach 1931–1932 ukazało się pięć jego oryginalnych tomików poetyckich z podtytułem: ze zbioru "Nad Wartą, Notecią i Obrą". Wydał dwie antologie własnych tłumaczeń poetyckich: Liryka angielska XX w. (1929) i Katoliccy poeci Anglii (1939). Przełożył też księgi biblijne (Kohelet, Proroctwo Amosa). Współpracował z Wiadomościami Literackimi. Autor powieści historycznych, których akcja toczy się przeważnie w średniowiecznej Polsce.
Kilkadziesiąt unikalnych książek z domu rodzinnego w Kosowie i z warszawskiego mieszkania St. Helsztyńskiego przechowywanych jest obecnie w Bibliotece Miejskiej im. Jana Kasprowicza w Inowrocławiu.

## Nagrody
- Szczecińska Nagroda Artystyczna za cykl reportaży „W piastowskich grodach Pomorza Zachodniego” (1948)
- Nagroda Ministra Kultury i Sztuki I stopnia za serię dwunastu opowieści milenijnych (1961)
- Nagroda Leszczyńskiego Towarzystwa Kulturalnego za upowszechnianie tradycji kulturalnych regionu (1977)[3]
- Nagroda Młodych im. Włodzimierza Pietrzaka (1979)[3][9]
- Nagroda Ministra Kultury i Sztuki za całokształt twórczości literackiej (1981)[3][9]

## Ordery i odznaczenia
- Krzyż Kawalerski Orderu Odrodzenia Polski (1956)[3][9]
- Srebrny Wawrzyn Akademicki (4 listopada 1937)[10]
- Medal 40-lecia Polski Ludowej (1984)[11]
- Odznaka Zasłużony Działacz FJN (1979)[9]
- Odznaka „Za zasługi dla województwa leszczyńskiego” (1982)[3][9]

## Publikacje
- Stanisław Helsztyński, Na Pałukach (Żnin-Wągrowiec-Szubin). Inowrocław: Drukarnia Kujawska, 1931
- Stanisław Helsztyński, Sonety inowrocławskie. Inowrocław: Księgarnia St. Knasta, 1931
- Stanisław Helsztyński, W grodzie Halszki. Szamotuły: Gazeta Szamotulska, 1931
- Stanisław Helsztyński, Gniazdo orła. Poznań: [s.n.], 1932
- Stanisław Helsztyński, Wenecja nad Brdą. Bydgoszcz: Księgarnia N. Gieryna, 1932
- Stanisław Helsztyński, Dlaczego i jak zbierałem listy Przybyszewskiego. Warszawa: "Parnas Polski", 1937
- Stanisław Helsztyński, Od Fieldindga do Steinbecka. Warszawa: Cukrowski, 1948
- Stanisław Helsztyński, Od Szekspira do Joyce'a. Warszawa: Cukrowski, 1948
- Stanisław Helsztyński, Jan Kasprowicz poeta wsi wielkopolskiej. Warszawa: Ludowa Spółdzielnia Wydawnicza, 1955
- Stanisław Helsztyński, Przybyszewski. Kraków: Wydawnictwo Literackie, 1958
- Stanisław Helsztyński, Człowiek ze Stratfordu. Warszawa: Instytut Wydawniczy PAX, 1964
- Stanisław Helsztyński, Moje szekspiriana. Warszawa: Państwowy Instytut Wydawnicz, 1964
- Stanisław Helsztyński, Zmierzch Popielidów - saga z drugiej połowy IX wieku. Poznań: Wydawnictwo Poznańskie, 1964, 1973
- Stanisław Helsztyński, Wyspa Wikingów. Warszawa: "Iskry", 1965
- Stanisław Helsztyński, Hamlet Williama Szekspira. Warszawa: Państwowe Zakłady Wydawnictw Szkolnych, 1966, 1969
- Stanisław Helsztyński, Sen nocy letniej Williama Szekspira. Warszawa: Państwowe Zakłady Wydawnictw Szkolnych, 1967
- Stanisław Helsztyński, Pluton Kosynierów. Warszawa: Ludowa Spółdzielnia Wydawnicza, 1970
- Stanisław Helsztyński, Dobranoc, miły Książę. Warszawa: Ludowa Spółdzielnia Wydawnicza, 1971
- Stanisław Helsztyński,  Kronika Maura. Wielkość i upadek Piotra Włostowica. Warszawa: Instytut „Nasza Księgarnia“, 1973, 1985
- Stanisław Helsztyński, Uczeń Amosa. Warszawa: Ludowa Spółdzielnia Wydawnicza, 1976.
- Stanisław Helsztyński, Homagium Janowi Kasprowiczowi : [1860-1926]. Strzelno: Polskie Towarzystwo Turystyczno-Krajoznawcze. Oddział w Strzelnie, 1976
- Stanisław Helsztyński, Janko z Czarnkowa, Warszawa: Ludowa Spółdzielnia Wydawnicza, 1977
- Stanisław Helsztyński, Sekretarz królowej Zofii. Kronika Grzegorza Patronika Bieczanina. Kraków: Wydawnictwo Literackie, 1977
- Stanisław Helsztyński, Wieniec laurowy Stanisławowi Przybyszewskiemu w 50 rocznicę śmierci. Strzelno: Polskie Towarzystwo Turystyczno-Krajoznawcze. Oddział w Strzelnie, 1977
- Stanisław Helsztyński: Shakespeare. Warszawa: Ludowa Spółdzielnia Wydawnicza, 1974. Brak numerów stron w książce
- Stanisław Helsztyński: Feliks i Lucyna. Historia z życia Gostynia i Rydzyny w XVIII wieku. Warszawa: Pax, 1979. Brak numerów stron w książce
- Stanisław Helsztyński, Apokryf śląski. Warszawa: Ludowa Spółdzielnia Wydawnicza, 1979, 1981.
- Stanisław Helsztyński,  Kronika rodzinna. Autobiografia. Warszawa: Ludowa Spółdzielnia Wydawnicza, 1986.